# Аокі Маюмі
Аокі Маюмі (1 травня 1953) — японська плавчиня.
Олімпійська чемпіонка 1972 року.
Призерка Чемпіонату світу з водних видів спорту 1973 року.
Переможниця Азійських ігор 1970 року.